# Éder Borelli
Éder Nicolás Borelli Cap o Éder Borelli (25 de noviembre de 1990, Monterrey, Nuevo León, México) es un futbolista mexicano de padres argentinos que juega como lateral en el El Paso Locomotive FC de la USL Championship

## Biografía
Borelli nació en Monterrey, Nuevo León, México, cuando su padre, Jorge, jugaba para los Tigres de la UANL durante el embarazo de su esposa. Tiene dos hermanos. Casado con una regiomontana (Gabriela)

## Trayectoria
Borelli inició su carrera en las fuerzas básicas de Argentinos Juniors, después paso a San Lorenzo de Almagro y finalmente debutó a los 17 años con el Club Atlético Nueva Chicago en la Primera B de Argentina en el año 2008. En julio de 2010 se fue a probar con el Querétaro Fútbol Club de México y pasó las pruebas, quedándose así en ese equipo, debutando en la Primera División de México con los gallos blancos.Para el Torneo Apertura 2011, Borelli fichó con el ex-club de su padre, los Tigres de la UANL. En el año del 2011 se dio a conocer que sería tomado en cuenta para la Copa América 2011 disputada en Argentina con la Selección Mexicana Sub-22. Para el inicio del Torneo Clausura 2013, Eder fue cedido a préstamo a los Correcaminos de la UAT para tener más minutos, con la esperanza de recuperar el nivel que lo llevó al representativo nacional.

## Clubes
| Club                  | País           | Año           |
| --------------------- | -------------- | ------------- |
| CA Nueva Chicago      | Argentina      | 2008 - 2010   |
| Querétaro FC          | México         | 2010 - 2011   |
| Tigres UANL           | México         | 2011- 2012    |
| Correcaminos UAT      | México         | 2013- 2014    |
| Atlante FC            | México         | 2014          |
| Fútbol Club Juárez    | México         | 2015 - 2020   |
| El Paso Locomotive FC | Estados Unidos | 2020-Presente |

## Palmarés
| Título               | Club               | País   | Año  |
| -------------------- | ------------------ | ------ | ---- |
| Torneo Apertura 2011 | Tigres UANL        | México | 2011 |
| Torneo Apertura 2015 | Fútbol Club Juárez | México | 2015 |